# Lerbäckshög

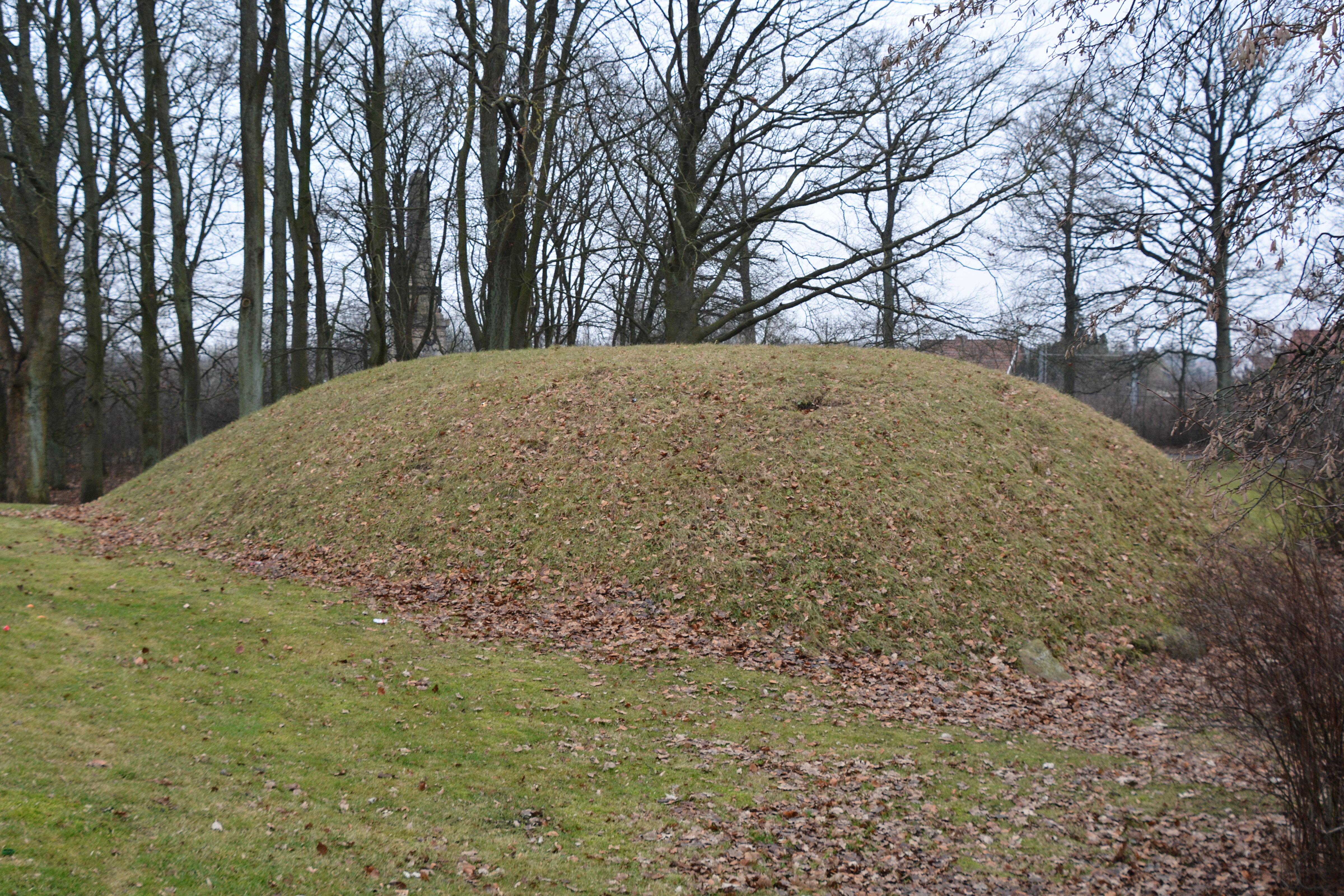
Lerbäckshög

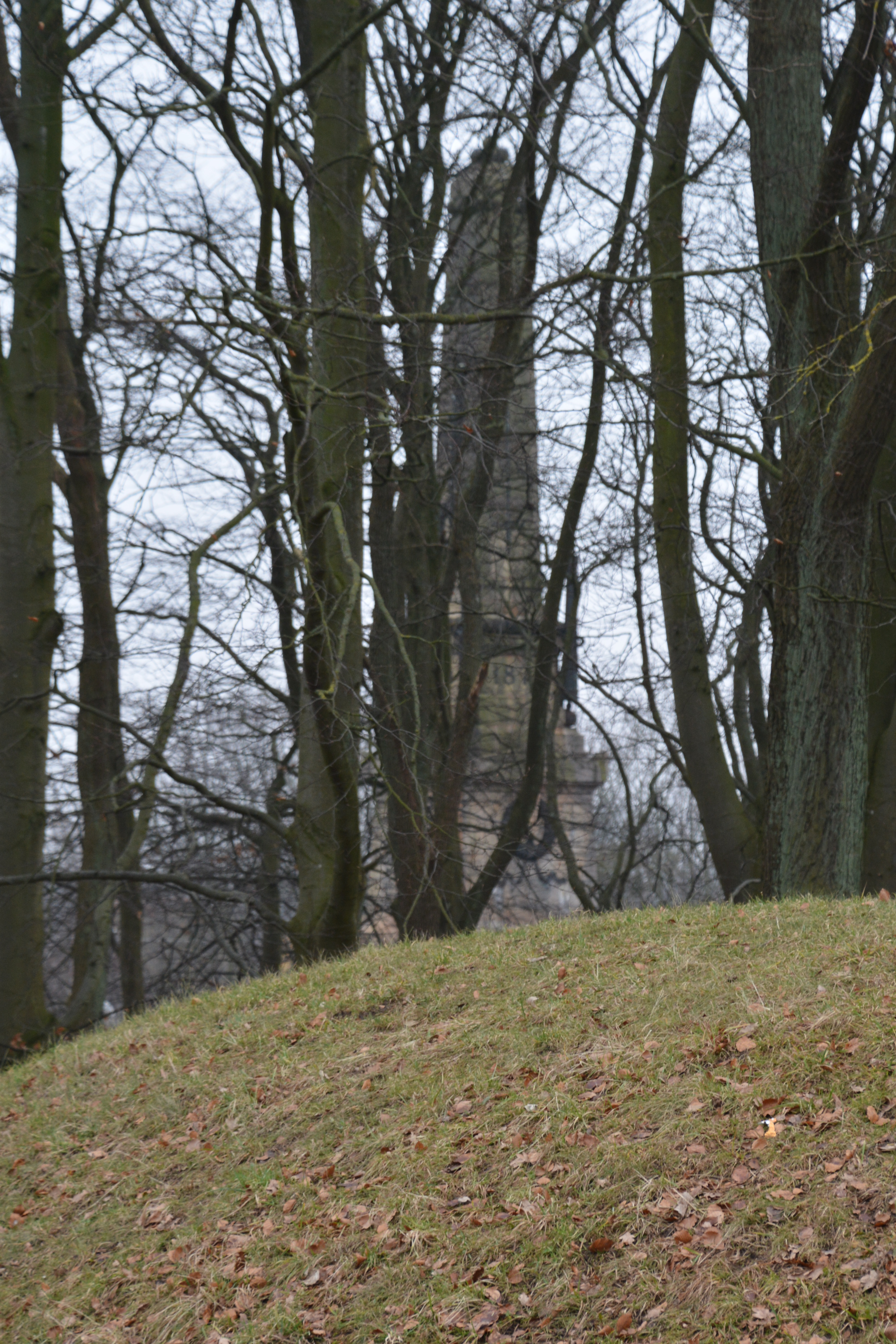
Lerbäckshög med Monumentet i Monumentparken i bakgrunden

Lerbäckshög eller Sliparebacken, tidigare även Lybergs hög är en gravhög från bronsåldern vid Kävlingevägen, ingående i Monumentparken två kilometer norr om Lunds centrum. Den omnämns först som Leerbecks höj. Kopplingen till helgonnamn som Sankt Liborius och Sankt Liberius (i formen av det ibland ännu förekommande namnet "Sankt Libers hög") torde vara fullständigt fiktiv och gjord i förskönande syfte. Något sådant helgon har veterligen aldrig haft någon anknytning till platsen.

## Historia
Från 1100-talet tjänade högen som samlingsplats för det skånska landstinget sedan man hade övergivit tingsplatsen Tre högar i Lund. Högen intar också en central ställning i Skånes medeltida historia då den fungerade som hyllningshög, där de nyvalda danska kungarna mottog de skånska landstingens hyllning. Ingen betraktades som riktig dansk kung innan han utropats till sådan vid tingen i Viborg i Jylland, i Ringsted på Själland och på Lerbäckshög i Lund.
I början av 1600-talet miste Lerbäckshög sin tingsfunktion och landstinget samlades i stället i Lunds rådhus fram till 1683, då det avskaffades.